# ATP World Tour Finals 2010
El Barclays ATP World Tour Finals 2010, també anomenada Copa Masters masculina 2010, és l'esdeveniment que tanca la temporada 2010 de tennis en categoria masculina. La 41a edició en individual i la 35 en dobles es van celebrar sobre pista dura entre el 21 i el 28 de novembre al The O2 arena de Londres, Regne Unit.
El suís Roger Federer va guanyar aquest títol per cinquena ocasió. Per altra banda, la parella formada per Daniel Nestor i Nenad Zimonjić va aconseguir el seu segon títol, coincidint així amb el seu últim partit junts, ja que abans de disputar el torneig ja havien decidit separar-se.

## Individuals

### Classificació
| Rq | Jugador         | Punts | Data de classificació  |
| -- | --------------- | ----- | ---------------------- |
| 1  | Rafael Nadal    | 11450 | 6 de juny de 2010      |
| 2  | Roger Federer   | 7645  | 30 d'agost de 2010     |
| 3  | Novak Đoković   | 5635  | 9 d'octubre de 2010    |
| 4  | Robin Soderling | 5380  | 23 d'octubre de 2010   |
| 5  | Andy Murray     | 5360  | 14 d'octubre de 2010   |
| 6  | Tomas Berdych   | 3755  | 11 de novembre de 2010 |
| 7  | David Ferrer    | 3735  | 11 de novembre de 2010 |
| 8  | Andy Roddick    | 3665  | 11 de novembre de 2010 |

### Fase grups

#### Grup A
| Pos. | Rq | Jugador       | V | D | Sets  | Jocs    |
| ---- | -- | ------------- | - | - | ----- | ------- |
| 1    | 1  | Rafael Nadal  | 3 | 0 | 6 – 1 | 42 – 30 |
| 2    | 3  | Novak Đoković | 2 | 1 | 4 – 2 | 31 – 24 |
| 3    | 6  | Tomas Berdych | 1 | 2 | 2 – 4 | 26 – 33 |
| 4    | 8  | Andy Roddick  | 0 | 3 | 1 – 6 | 29 – 41 |

|               | Rafael Nadal     | Novak Đoković | Tomas Berdych | Andy Roddick     |
| Rafael Nadal  |                  | 7−5, 6−2      | 7−6(3), 6−1   | 3−6, 7−6(5), 6−4 |
| Novak Đoković | 5−7, 2−6         |               | 6−3, 6−3      | 6−2, 6−3         |
| Tomas Berdych | 6−7(3), 1−6      | 3−6, 3−6      |               | 7−5, 6−3         |
| Andy Roddick  | 6−3, 6−7(5), 4−6 | 2−6, 3−6      | 5−7, 3−6      |                  |

#### Grup B
| Pos. | Rq | Jugador         | V | D | Sets  | Jocs    |
| ---- | -- | --------------- | - | - | ----- | ------- |
| 1    | 2  | Roger Federer   | 3 | 0 | 6 – 0 | 37 – 20 |
| 2    | 5  | Andy Murray     | 2 | 1 | 4 – 2 | 30 – 22 |
| 3    | 4  | Robin Soderling | 1 | 2 | 2 – 4 | 29 – 35 |
| 4    | 7  | David Ferrer    | 0 | 3 | 0 – 6 | 19 – 38 |

|                 | Roger Federer | Robin Soderling | Andy Murray | David Ferrer |
| Roger Federer   |               | 7−6(5), 6−3     | 6−4, 6−2    | 6−1, 6−4     |
| Robin Soderling | 6−7(5), 3−6   |                 | 2−6, 4−6    | 7−5, 7−5     |
| Andy Murray     | 4−6, 2−6      | 6−2, 6−4        |             | 6−2, 6−2     |
| David Ferrer    | 1−6, 4−6      | 5−7, 5−7        | 2−6, 2−6    |              |

### Fase final
|  | Semifinals | Semifinals    | Semifinals    | Semifinals | Semifinals |   |               | Final        | Final | Final | Final | Final |
|  |            |               |               |            |            |   |               |              |       |       |       |       |
|  | 1          | Rafael Nadal  | 7             | 3          | 7          |   |               |              |       |       |       |       |
|  | 5          | Andy Murray   | 6⁵            | 6          | 6⁶         |   |               |              |       |       |       |       |
|  | 5          | Andy Murray   | 6⁵            | 6          | 6⁶         |   | 1             | Rafael Nadal | 3     | 6     | 1     |       |
|  |            |               |               |            |            |   | 1             | Rafael Nadal | 3     | 6     | 1     |       |
|  |            | 2             | Roger Federer | 6          | 3          | 6 |               |              |       |       |       |       |
|  | 3          | 2             | Roger Federer | 6          | 3          | 6 | Novak Đoković | 1            | 4     |       |       |       |
|  | 3          |               |               |            |            |   | Novak Đoković | 1            | 4     |       |       |       |
|  | 2          | Roger Federer | 6             | 6          |            |   |               |              |       |       |       |       |

## Dobles

### Classificació
| Rq | Jugadors                               | Punts | Data de classificació  |
| -- | -------------------------------------- | ----- | ---------------------- |
| 1  | Bob Bryan · Mike Bryan                 | 11370 | 30 d'agost de 2010     |
| 2  | Daniel Nestor · Nenad Zimonjic         | 8370  | 30 d'agost de 2010     |
| 3  | Mahesh Bhupathi · Maks Mirni           | 4270  | 11 de novembre de 2010 |
| 4  | Lukas Dlouhy · Leander Paes            | 4015  | 23 d'octubre de 2010   |
| 5  | Lukasz Kubot · Oliver Marach           | 3735  | 10 de novembre de 2010 |
| 6  | Mariusz Fyrstenberg · Marcin Matkowski | 3520  | 11 de novembre de 2010 |
| 7  | Wesley Moodie · Dick Norman            | 3375  | 13 de novembre de 2010 |
| 8  | Jurgen Melzer · Philipp Petzschner     | 2745  | 14 de setembre de 2010 |

### Fase grups

#### Grup A
| Pos. | Rq | Jugador                                | V | D | Sets  | Jocs    |
| ---- | -- | -------------------------------------- | - | - | ----- | ------- |
| 1    | 6  | Mariusz Fyrstenberg · Marcin Matkowski | 3 | 0 | 6 – 1 | 36 – 30 |
| 2    | 1  | Bob Bryan · Mike Bryan                 | 2 | 1 | 5 – 2 | 37 – 25 |
| 3    | 8  | Jurgen Melzer · Philipp Petzschner     | 1 | 2 | 2 – 5 | 29 – 38 |
| 4    | 4  | Lukas Dlouhy · Leander Paes            | 0 | 3 | 1 – 6 | 28 – 37 |

|                                        | Bob Bryan · Mike Bryan | Lukas Dlouhy · Leander Paes | Mariusz Fyrstenberg · Marcin Matkowski | Jurgen Melzer · Philipp Petzschner |
| Bob Bryan · Mike Bryan                 |                        | 6−3, 6−4                    | 6−2, 6−7(4), [8−10]                    | 6−3, 7−5                           |
| Lukas Dlouhy · Leander Paes            | 3−6, 4−6               |                             | 3−6, 6−7(3)                            | 6−7(9), 6−4, [8−10]                |
| Mariusz Fyrstenberg · Marcin Matkowski | 2−6, 7−6(4), [10−8]    | 6−3, 7−6(3)                 |                                        | 6−3, 7−6(7)                        |
| Jurgen Melzer · Philipp Petzschner     | 3−6, 5−7               | 7−6(9), 4−6, [10−8]         | 3−6, 6−7(7)                            |                                    |

#### Grup B
| Pos. | Rq | Jugador                        | V | D | Sets  | Jocs    |
| ---- | -- | ------------------------------ | - | - | ----- | ------- |
| 1    | 2  | Daniel Nestor · Nenad Zimonjic | 2 | 1 | 5 – 2 | 32 – 23 |
| 2    | 3  | Mahesh Bhupathi · Maks Mirni   | 2 | 1 | 4 – 2 | 37 – 34 |
| 3    | 7  | Wesley Moodie · Dick Norman    | 1 | 2 | 2 – 4 | 25 – 28 |
| 4    | 5  | Lukasz Kubot · Oliver Marach   | 1 | 2 | 2 – 5 | 22 – 31 |

|                                | Daniel Nestor · Nenad Zimonjic | Mahesh Bhupathi · Maks Mirni | Lukasz Kubot · Oliver Marach | Wesley Moodie · Dick Norman |
| Daniel Nestor · Nenad Zimonjic |                                | 7−6(5), 7−6(1)               | 0−6, 6−1, [6−10]             | 6−1, 6−2                    |
| Mahesh Bhupathi · Maks Mirni   | 6−7(5), 6−7(1)                 |                              | 7−6(2), 6−4                  | 6−4, 6−4                    |
| Lukasz Kubot · Oliver Marach   | 6−0, 1−6, [10−6]               | 6−7(2), 4−6                  |                              | 1−6, 3−6                    |
| Wesley Moodie · Dick Norman    | 1−6, 2−6                       | 4−6, 4−6                     | 6−1, 6−3                     |                             |

### Fase final
|  | Semifinals | Semifinals                             | Semifinals                     | Semifinals | Semifinals |                        |                              | Final | Final | Final | Final | Final |
|  |            |                                        |                                |            |            |                        |                              |       |       |       |       |       |
|  | 6          | Mariusz Fyrstenberg · Marcin Matkowski | 4                              | 4          |            |                        |                              |       |       |       |       |       |
|  | 3          | Mahesh Bhupathi · Maks Mirni           | 6                              | 6          |            |                        |                              |       |       |       |       |       |
|  | 3          | Mahesh Bhupathi · Maks Mirni           | 6                              | 6          |            | 3                      | Mahesh Bhupathi · Maks Mirni | 6⁶    | 4     |       |       |       |
|  |            |                                        |                                |            |            | 3                      | Mahesh Bhupathi · Maks Mirni | 6⁶    | 4     |       |       |       |
|  |            | 2                                      | Daniel Nestor · Nenad Zimonjić | 7          | 6          |                        |                              |       |       |       |       |       |
|  | 1          | 2                                      | Daniel Nestor · Nenad Zimonjić | 7          | 6          | Bob Bryan · Mike Bryan | 3                            | 6     | [10]  |       |       |       |
|  | 1          |                                        |                                |            |            | Bob Bryan · Mike Bryan | 3                            | 6     | [10]  |       |       |       |
|  | 2          | Daniel Nestor · Nenad Zimonjić         | 6                              | 3          | [12]       |                        |                              |       |       |       |       |       |

## Premis
| Ronda                     | Individual (US$) | Dobles (US$) | Punts |
| ------------------------- | ---------------- | ------------ | ----- |
| Campió                    | +770.000         | +125.000     | +500  |
| Finalista                 | +380.000         | +30.000      | +400  |
| Round Robin (3 victòries) | 480.000          | 122.500      | 600   |
| Round Robin (2 victòries) | 360.000          | 100.000      | 400   |
| Round Robin (1 victòria)  | 240.000          | 87.500       | 200   |
| Round Robin (0 victòries) | 120.000          | 65.000       | 0     |
| Suplents                  | 70.000           | 25.000       | 0     |